# جاسمین بیباو
جاسمین بیباو (انگلیسی: Jasmien Biebauw؛ زادهٔ ۲۴ سپتامبر ۱۹۹۰) بازیکن والیبال اهل بلژیک است. او همچنین از بازیکنان والیبال در بازی‌های اروپایی ۲۰۱۵ است.
از باشگاه‌هایی که در آن بازی کرده‌است می‌توان به اشاره کرد.